# Salerno (provincie)
De provincie Salerno is gelegen in de Zuid-Italiaanse regio Campanië. In het noorden grenst Salerno aan de Metropolitane stad Napels en de provincie Avellino. In het oosten ligt de provincie Potenza toebehorend aan de regio Basilicata. Het bestuur van de provincie zetelt in het Palazzo Sant'Agostino in Salerno.

## Territorium
De provincie is landschappelijk gezien veelzijdig. In het uiterste noordwesten ligt de Amalfikust en de Kust van Cilentana. De ruige kust staat op de lijst van Werelderfgoederen van Unesco. Het gebied rondom, en vooral ten noorden van Salerno is zeer dichtbevolkt, hier woont het overgrote deel van de provinciale bevolking. Ten zuiden van de hoofdstad Salerno ligt de Piana del Selen, een vlakte die belangrijk voor de landbouw is. Het zuidelijke deel van de provincie is dunbevolkt. Hier liggen de bergachtige Cilento en de brede vallei van de Diano. In het oosten wordt de provincie door middelhoge gebergtes gescheiden van de buurprovincie Potenza.

## Bezienswaardigheden
De Costiera Amalfitana met diverse plaatsen zoals onder meer Ravello behoort tot de mooiste kusten ter wereld. De rotswanden duiken vaak loodrecht het water in. De kust is vernoemd naar de plaats Amalfi dat lange tijd een zelfstandige republiek was. Het wapen van de stad prijkt nog steeds op de maritieme vlag van Italië. De Arabisch-Normandische Dom met zijn hoge trap is het meest opvallende bouwwerk in het centrum.
De hoofdstad Salerno is gelegen aan de Golf van Salerno. Ondanks de zware bombardementen in de Tweede Wereldoorlog heeft de stad nog een redelijk middeleeuws centrum. Belangrijkste monument is de 12de-eeuwse Dom.
Positano is de andere belangrijke plaats aan de kust. De kerk Santa Maria Assunta heeft een kleurrijke majolica koepel. De plaats heeft ook een van de grotere stranden aan de kust. Ten zuiden van Salerno, op de Piano del Sele ligt Paestum met zijn zeer goed bewaard gebleven Griekse tempels.
Dicht bij de kust ligt de opgraving van Paestum. Deze oud-Griekse stad is een van de belangrijkste archeologische vindplaatsen in Italië en kent enkele opvallend goed bewaarde tempels in Dorische stijl.
Het binnenland van de Cilento is zeer dunbevolkt en heeft de status van nationaal park, het Nationaal park Cilento en Vallo di Diano. De kust is rotsachtig en wordt naar het zuiden toe steeds ruiger. Rond de kaap van Palinuro liggen enkele grotten die met een boot te bezoeken zijn.
Ten oosten van de Cilento ligt het Valle del Diano waar de snelweg A3 door heen loopt. Daarin ligt ook Padula, waar het grootste kartuizerklooster van Italië staat, het Kartuizerklooster van Padula of van San Lorenzo, dat sinds 1998 ook op de Werelderfgoedlijst staat.

## Belangrijke plaatsen

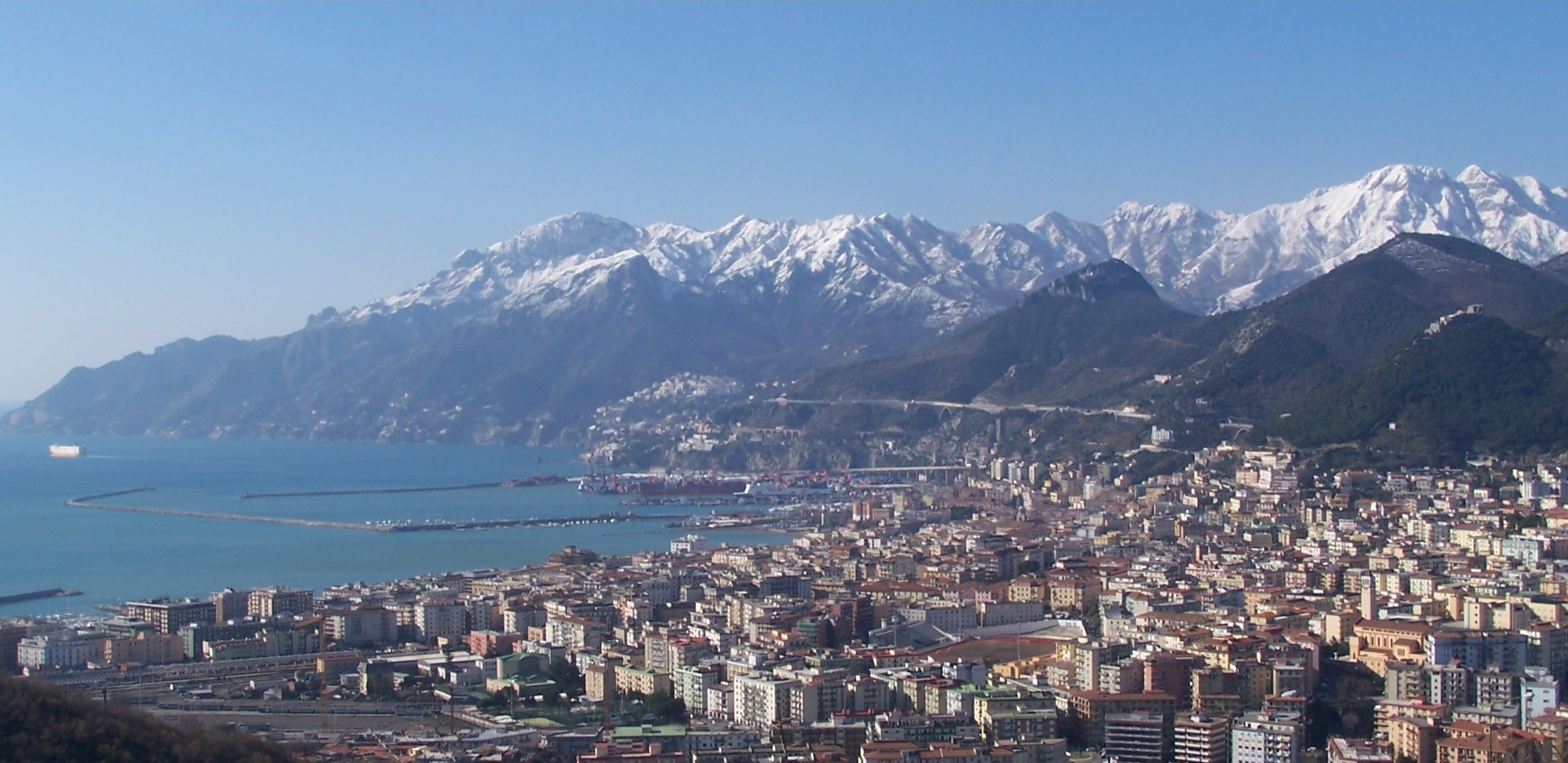
Salerno

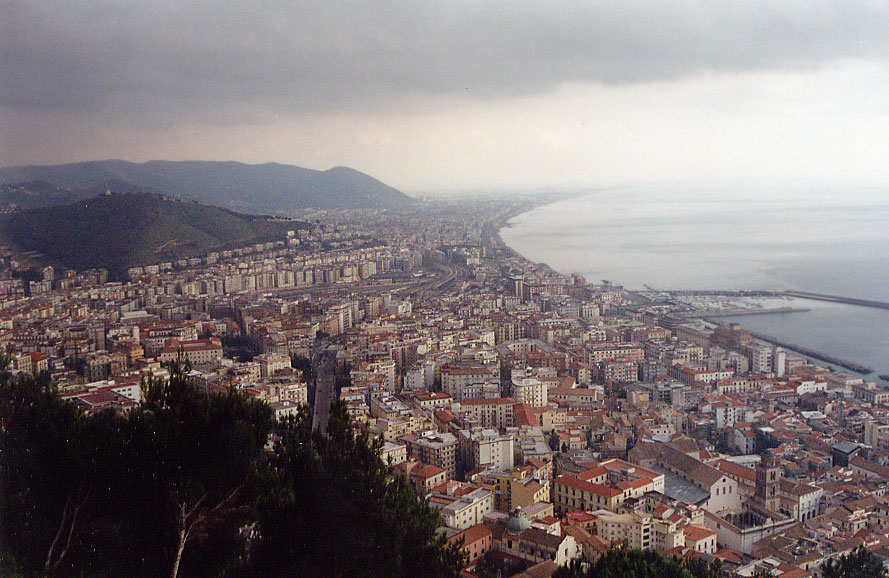
Salerno

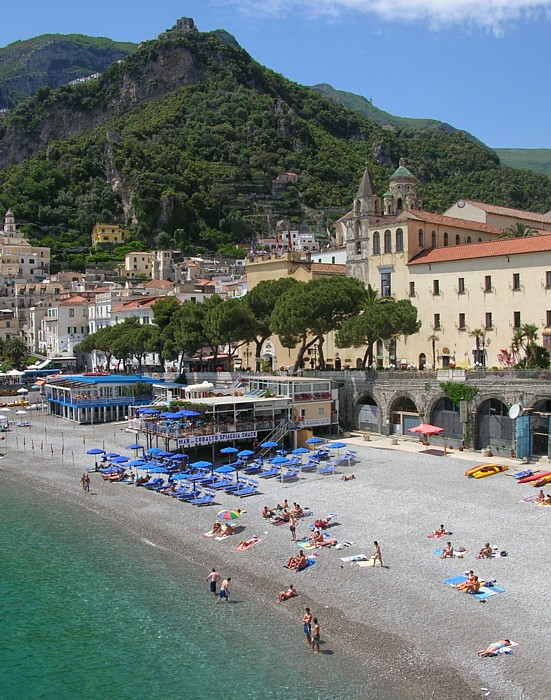
Amalfi

- Salerno (144.078 inw.)
- Battipaglia (50.084 inw.)
- Cava de' Tirreni (52.295 inw.)
- Scafati (45.253 inw.)